# 刺子莞
刺子莞（学名：Rhynchospora rubra）是莎草科刺子莞属的植物。分布在澳大利亚的热带地区、亚洲、非洲以及中国大陆的长江流域以南各省及台湾等地，生长于海拔100米至1,400米的地区，多生长在各种环境条件下，目前尚未由人工引种栽培。